# Meriola setosa
Espèce
Synonymes
- Ceto setosa Simon, 1897
- Cetonana setosa (Simon, 1897)
- Ceto hyltonae Mello-Leitão, 1940
- Trachelopachys gulosus Mello-Leitão, 1940
- Trachelopachys segmentatus Mello-Leitão, 1942
- Cetonana elongata Mello-Leitão, 1943

Meriola setosa est une espèce d'araignées aranéomorphes de la famille des Trachelidae.

## Distribution
Cette espèce se rencontre au Brésil dans les États du Rio Grande do Sul et de Santa Catarina, en Uruguay et en Argentine,.

## Description
Le mâle holotype mesure 6,2 mm.
Le mâle décrit sous le nom Meriola hyltonae par Platnick et Ewing en 1995 mesure 6,88 mm et la femelle 6,47 mm.

## Systématique et taxinomie
Cette espèce a été décrite sous le protonyme Ceto setosa par Simon en 1897. Elle est placée dans le genre Meriola par González Márquez, Grismado et Ramírez en 2021 qui dans le même temps placent Ceto hyltonae, Trachelopachys gulosus, Trachelopachys segmentatus et Cetonana elongata en synonymie.

## Publication originale
- Simon, 1897 : Études arachnologiques. 27e Mémoire. XLII. Descriptions d'espèces nouvelles de l'ordre des Araneae. Annales de la Société entomologique de France, vol. 65, p. 465-510 (texte intégral).